# Rock nghệ thuật
Rock nghệ thuật / art rock là một thể loại nhạc rock nói chung phản ánh cách tiếp cận đầy thách thức hoặc tiên phong đối với rock, hoặc sử dụng các yếu tố hiện đại, thử nghiệm hoặc độc đáo. Rock nghệ thuật khao khát nâng rock từ giải trí lên một tuyên bố nghệ thuật,  chọn cho một triển vọng mang tính thử nghiệm và khái niệm hơn về âm nhạc. Những ảnh hưởng có thể được rút ra từ các thể loại như nhạc rock thử nghiệm, nhạc tiên phong, nhạc cổ điển và nhạc jazz.
Âm nhạc của nó được tạo ra với mục đích lắng nghe và suy ngẫm hơn là để nhảy, và thường được phân biệt bằng cách sử dụng các hiệu ứng điện tử và kết cấu dễ nghe khác xa với nhịp điệu đẩy của nhạc rock thời kỳ đầu. Thuật ngữ này đôi khi có thể được sử dụng thay thế cho " progressive rock", mặc dù sau đó, thuật ngữ này được đặc trưng bởi việc sử dụng kỹ thuật nhạc cụ được đào tạo bài bản và kết cấu giao hưởng.
Mức độ phổ biến lớn nhất của thể loại này là vào đầu những năm 1970 thông qua các nghệ sĩ người Anh. Âm nhạc, cũng như bản chất sân khấu của các buổi biểu diễn gắn liền với thể loại này, có thể thu hút thanh thiếu niên có khuynh hướng nghệ thuật và thanh niên, đặc biệt là do sự điêu luyện và phức tạp về âm nhạc / trữ tình. Rock nghệ thuật gắn liền với một giai đoạn nhất định của nhạc rock, bắt đầu từ năm 1966, 1967 và kết thúc với sự xuất hiện của nhạc punk vào giữa những năm 1970. Sau đó, thể loại này sẽ được truyền vào các thể loại âm nhạc nổi tiếng sau này của thập niên 1970.